# Neidschütz
Neidschütz is een dorp in de Duitse gemeente Naumburg (Saale), deelstaat Saksen-Anhalt, en telt 226 inwoners (januari 2020).
Neidschütz en het 1 km ten noordoosten daarvan gelegen Boblas (165 inw. per 31-01-2020) worden binnen de gemeente Naumburg door één gezamenlijke stadsdeelraad bestuurd.
Het dorp ligt 2 km ten oosten van Janisroda, dat eveneens in de gemeente Naumburg (Saale) ligt. Janisroda ligt juist ten oosten van de hoofdverkeersweg Bundesstraße 88.
Neidschütz en het aanpalende Boblas behoorden vanaf de 16e tot en met de 19e eeuw tot steeds andere Saksische hertogdommen; de verwarrende reeks wisselingen van landheer eindigde pas, toen het gebied in 1933 ging behoren tot het Derde Rijk. De door Neidschütz en Boblas stromende beken leverden energie voor verscheidene watermolens, die de dorpen enige welvaart brachten, maar de beken traden ook vaak buiten hun oevers, wat verscheidene malen een overstroming tot gevolg had.
Neidschütz en Boblas zijn nog overwegend boerendorpen, hoewel er na 1991 ook forensen met een werkkring in de stad Naumburg zijn komen wonen. In beide dorpen is de vrijwillige brandweer de grootste steunpilaar van het verenigingsleven.

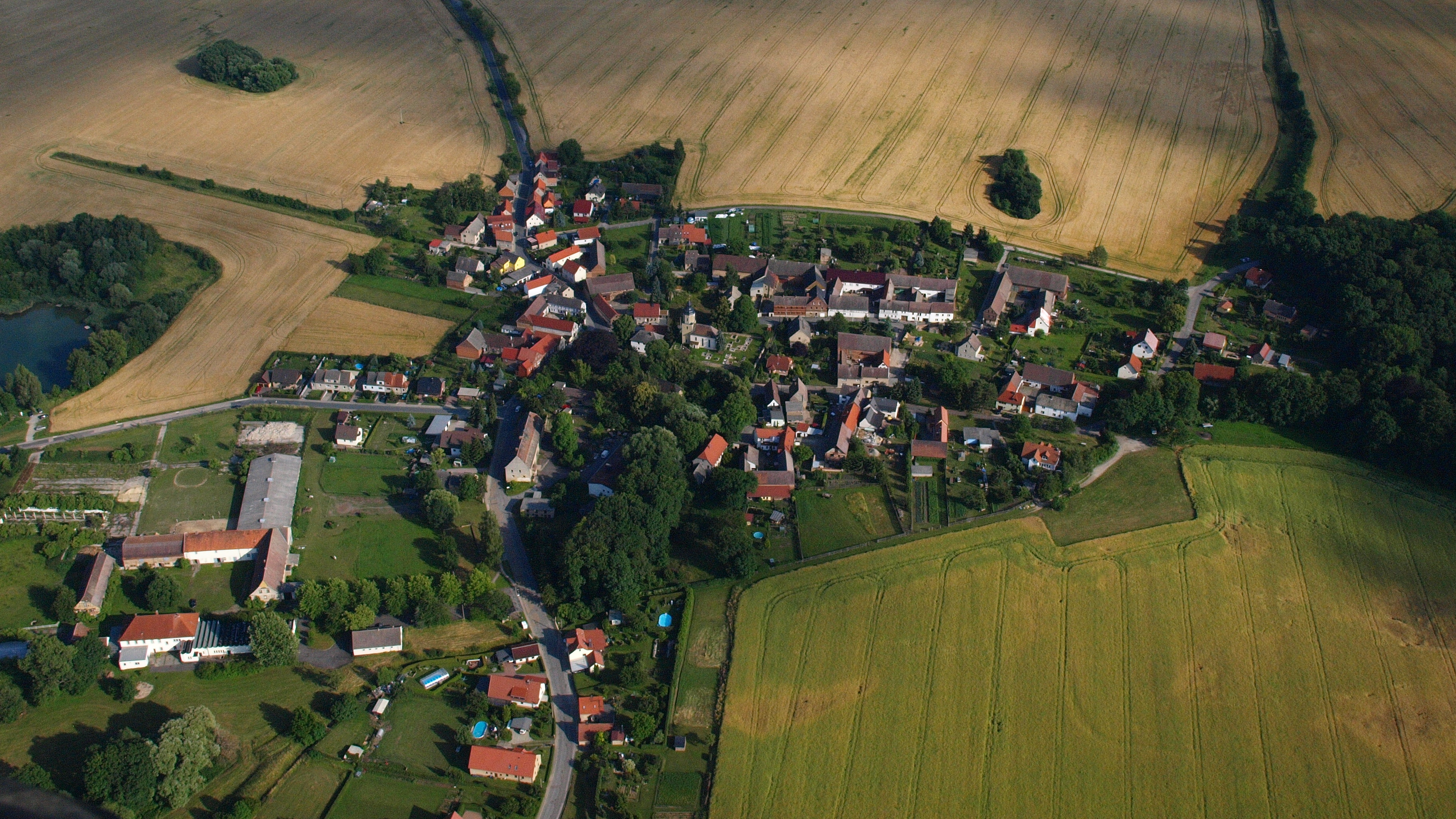
Luchtfoto van Neidschütz (2011)
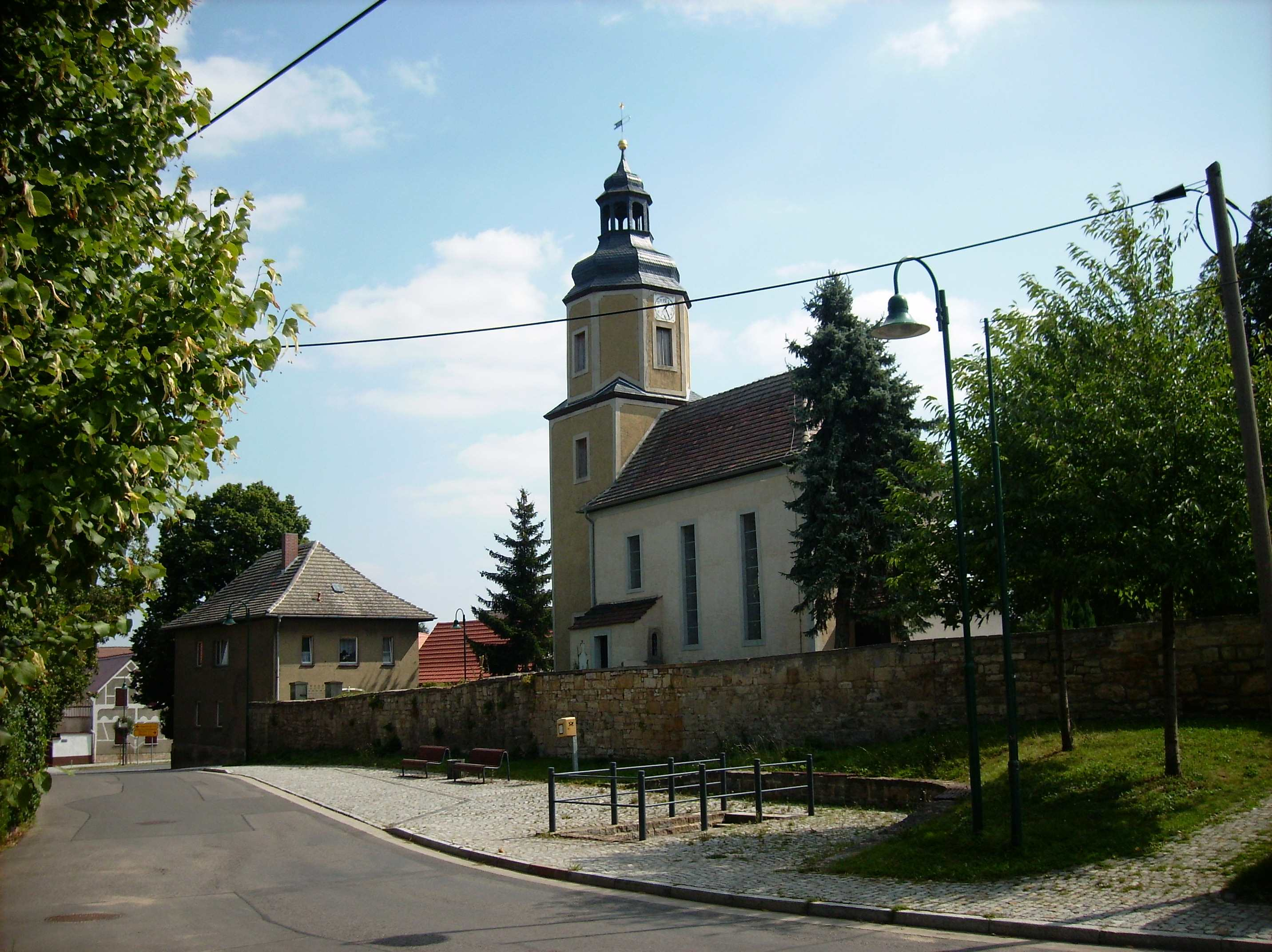
Evang.-lutherse kerk te Neidschütz
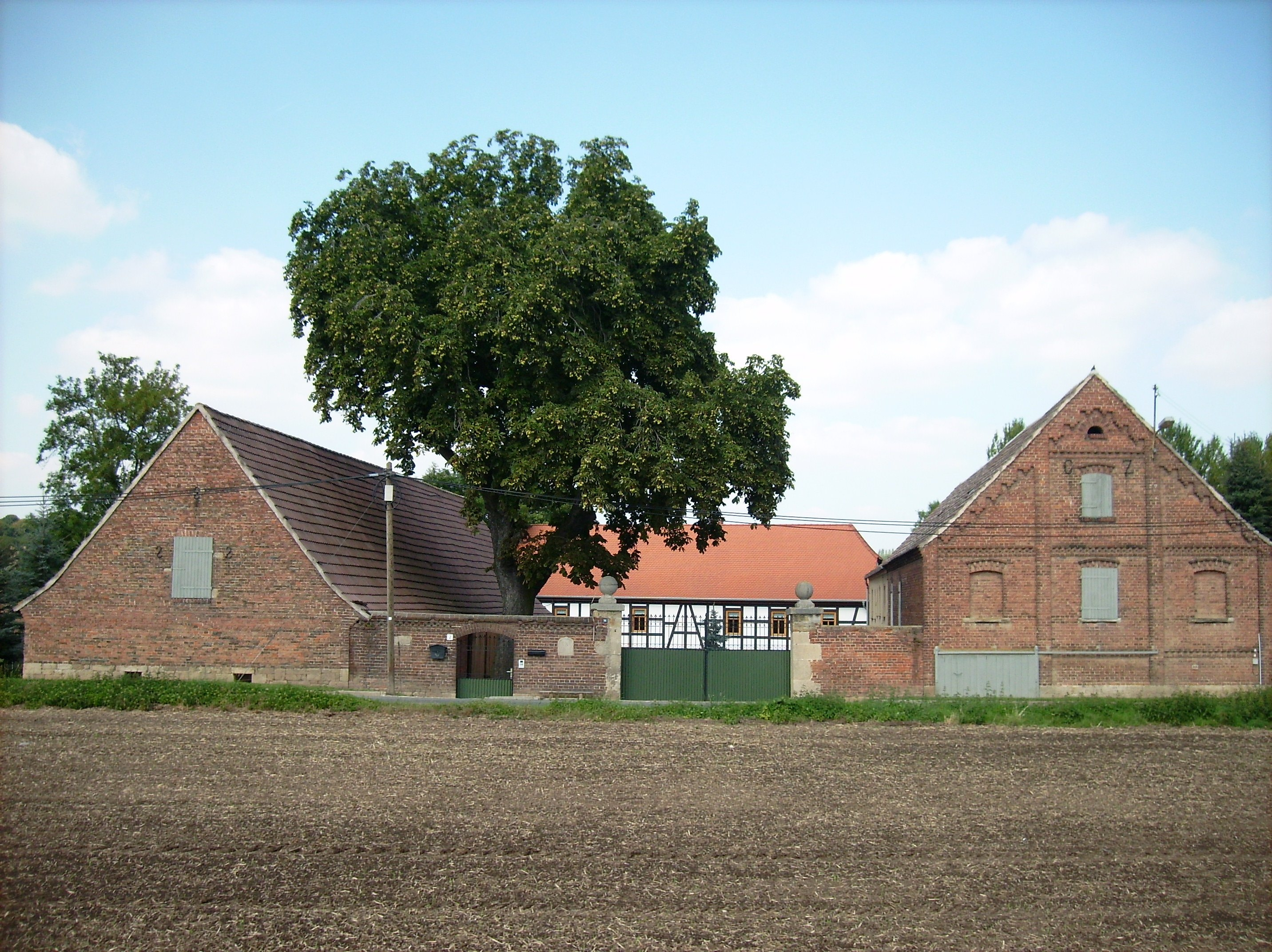
Molen Spitzmühle, Neidschütz